# Cantón de Palinges
El cantón de Palinges era una división administrativa francesa, que estaba situada en el departamento de Saona y Loira y la región de Borgoña.

## Composición
El cantón estaba formado por siete comunas:
- Grandvaux
- Martigny-le-Comte
- Oudry
- Palinges
- Saint-Aubin-en-Charollais
- Saint-Bonnet-de-Vieille-Vigne
- Saint-Vincent-Bragny

## Supresión del cantón de Palinges
En aplicación del Decreto nº 2014-182 de 18 de febrero de 2014, el cantón de Palinges fue suprimido el 22 de marzo de 2015 y sus 7 comunas pasaron a formar parte del nuevo cantón de Charolles.